# لوکا (ترانه)
«لوکا» (به انگلیسی: Luka) ترانه‌ای از سوزان وگا و یکی از قطعات دومین آلبوم استودیویی او با نام پایداری یک‌نفره است که در سال ۱۹۸۷ منتشر شد.
در سال ۱۹۸۷ وگا برای «لوکا» در سه رشتهٔ «بهترین ضبط سال»، «بهترین آهنگ سال» و «بهترین اجرای موسیقی پاپ خوانندهٔ زن» نامزد دریافت جایزهٔ گرمی بود.

## محتوا
«لوکا» در مورد کودک‌آزاری است. وگا در سال ۱۹۸۷ در یک برنامهٔ تلویزیونی سوئد دربارهٔ ساخت لوکا گفت: 
چند سال پیش چند بچه را می‌دیدم که جلوی ساختمان ما بازی می‌کردند و یکی از آنها اسمش «لوکا» بود که از بقیهٔ بچه‌ها کمی متمایز به نظر می‌آمد. من همیشه نام و چهرهٔ او را به یاد داشتم و چیز زیادی در مورد او نمی‌دانستم، اما فقط به نظر می‌رسید که او که از دیگر بچه‌ها که بازی می‌کردند سوا باشد. و شخصیت او همان چیزی است که من آهنگ «لوکا» را بر آن اساس بنا کردم. در این آهنگ، لوکا یک پسر آزار دیده‌است – در زندگی واقعی فکر نمی‌کنم او چنین بوده باشد. فکر می‌کنم او فقط متفاوت بود.

در دسامبر ۲۰۱۸ وگا در یک مستند ویدیویی هلندی در مورد مفهوم آهنگ گفت: 
می‌خواستم دربارهٔ کودک‌آزاری بنویسم… باید به این فکر می‌کردم که چگونه در مورد موضوعی بنویسم که هیچ‌کس دربارهٔ آن صحبت نمی‌کند.
در سال ۲۰۲۳ وگا به ایستگاه رادیویی آلمانی بایرن ۲ گفت که این ترانه در مورد تجربهٔ خودش از آزار فیزیکی است و چون نمی‌خواسته مردم این موضوع را بفهمند، «لوکا» را به عنوان نام و شخصیت انتخاب کرده‌است.

## موقعیت در چارت‌های موسیقی
| چارت (۱۹۸۷)                               | بالاترین جایگاه |
| ----------------------------------------- | --------------- |
| استرالیا (کنت میوزیک ریپورت)              | ۲۱              |
| اتریش (او۳ تاپ ۴۰ اتریش)                  | ۹               |
| بلژیک (اولتراتاپ ۵۰ فلاندرز)              | ۳۳              |
| تک‌آهنگ‌های برتر کانادا (آرپی‌ام)            | ۵               |
| اروپا (یوروچارت هات ۱۰۰)                  | ۶۵              |
| فنلاند (Suomen virallinen lista)          | ۲۱              |
| فرانسه (اس‌ان‌ئی‌پی)                         | ۲۴              |
| ایرلند (ایرما)                            | ۱۱              |
| هلند (۴۰ آهنگ برتر)                       | ۲۶              |
| هلند (۱۰۰ تک‌آهنگ برتر)                    | ۴۰              |
| نیوزیلند (ریکوردد میوزیک ان‌زد)            | ۸               |
| آفریقای جنوبی (رادیو اسپرینگ‌باک)          | ۳               |
| سوئد (فهرست برترین‌های سوئد)               | ۲               |
| تک‌آهنگ‌های بریتانیا (اوسی‌سی)               | ۲۳              |
| بیلبورد هات ۱۰۰ ایالات متحده              | ۳               |
| بزرگسالان معاصر ایالات متحده (بیلبورد)    | ۳               |
| ترانه‌های داغ لاتین ایالات متحده (بیلبورد) | ۴۸              |
| راک جریان اصلی ایالات متحده (بیلبورد)     | ۱۵              |
| ایالات متحده کش‌باکس تاپ ۱۰۰               | ۴               |

| چارت (۲۰۱۶–۲۰۲۰)                     | بالاترین جایگاه |
| ------------------------------------ | --------------- |
| لهستان (۱۰۰ آهنگ برتر ایرپلی لهستان) | ۹۷              |
| اسلونی (اسلوتاپ۵۰)                   | ۴۹              |

| چارت (۱۹۸۷)                    | جایگاه |
| ------------------------------ | ------ |
| تک‌آهنگ‌های برتر کانادا (آرپی‌اِم) | ۳۱     |
| بیلبورد هات ۱۰۰ ایالات متحده   | ۵۲     |